# Alchemilla rhodocycla
Alchemilla rhodocycla är en rosväxtart som beskrevs av A. Plocek. Alchemilla rhodocycla ingår i släktet daggkåpor, och familjen rosväxter. Inga underarter finns listade i Catalogue of Life.